# سيزار مايا
سيزار مايا (بالبرتغالية: Cesar Maia‏) هو اقتصادي وسياسي برازيلي، ولد في 18 يوليو 1945 في ريو دي جانيرو في البرازيل. حزبياً، نشط في حزب الديمقراطيين ‏. في 1986 Brazilian parliamentary election ‏، انتخب عضو مجلس النواب البرازيلي ‏ عن دائرة Rio de Janeiro ‏.